# Mutterschaftspaket

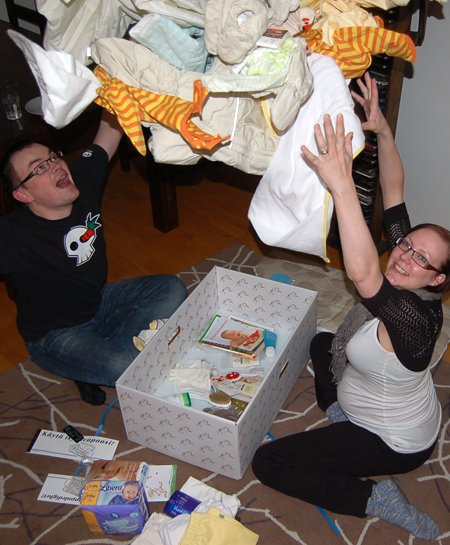
Ein Paar packt sein Mutterschaftspaket aus

Das Mutterschaftspaket (finnisch äitiyspakkaus, schwedisch moderskapsförpackning) besteht aus einem Paket mit einer Babyausstattung für das erste Lebensjahr, das die finnische Sozialversicherungsanstalt Kela allen werdenden Eltern oder Adoptiveltern zur Verfügung stellt, wenn diese einen Arzt aufgesucht haben.
Das Paket enthält Kinderkleidung und andere nützliche Gegenstände, das Paket selbst lässt sich mittels der mitgelieferten kleinen Matratze in ein Kinderbett umwandeln. Die genaue Zusammensetzung des Paketinhalts wird etwa jährlich geändert. Anstelle des Paketes kann man sich einen Betrag von 170 Euro auszahlen lassen (2021), was aber nur von etwa 5 % der Finnen genutzt wird, da der Paketinhalt steuerfrei und dadurch deutlich mehr wert ist. Viele Eltern schätzen auch die Tatsache, dass sie keine Zeit für den Kauf der Sachen aufwenden müssen.

## Geschichte
Der Vorgänger des Mutterschaftspakets war ein Paket mit Leihkleidung, das arme Mütter seit den 20er Jahren vom Mannerheim Kinderschutzbund (schwedisch Mannerheims barnskyddsförbund) erhielten. 1937 wurde das Gesetz über den Mutterschutz verabschiedet und der Staat verteilte das Mutterschaftspaket seit 1938, zunächst nur für einkommensschwache Eltern. Dieses erste Paket enthielt eine Decke, Bettlaken, Windeln und Stoff, aus dem die Eltern Kleidung für das Baby machen konnten. Seit einer Gesetzesänderung 1949 bekommen alle werdenden Mütter das Paket, vorausgesetzt, sie haben vor dem vierten Schwangerschaftsmonat einen Arzt oder eine Geburtsklinik aufgesucht, und die Schwangerschaft hat mindestens 154 Tage gedauert. Die Maßnahme sollte zur Mutterschaft aufmuntern und gleichzeitig zur Senkung der Kindersterblichkeit beitragen. Adoptiveltern haben Anrecht auf das Paket oder die Geldzahlung, wenn das adoptierte Kind weniger als 18 Jahre alt ist. Zunächst war auch eine Babyflasche beigefügt, diese wurde aber in späteren Jahren weggelassen, um das Stillen zu fördern. Seit einigen Jahren liegen auch Kondome bei.
Das Mutterschaftspaket wird vom finnischen Gesundheitsdienst nur verschenkt, nicht aber verkauft. 2012 bekamen die schwedische Kronprinzessin Victoria und ihr Mann Prinz Daniel ein Mutterschaftspaket, 2013 ebenso William, Duke of Cambridge, und seine Frau Catherine, das Kronprinzenpaar des Vereinigten Königreichs. Findige finnische Unternehmer bieten inzwischen ähnliche Babyausstattungen zum Kauf an, verlangen allerdings 400 bis 600 Euro. Dafür werde der Inhalt des Pakets aber an Klima und Kultur des jeweiligen Landes angepasst.
Dadurch, dass das Paket nur dann erhältlich ist, wenn die Vorsorgeuntersuchung wahrgenommen wird, ist die Qualität der Schwangerschaftsvorsorge gestiegen, und die Kindersterblichkeit konnte von 65 je 1000 Geburten in den 1930er Jahren auf heute etwa 3,4 reduziert werden, was eine der niedrigsten Zahlen weltweit ist.
Während das Mutterschaftspaket in den 1930er Jahren hauptsächlich deshalb geschätzt wurde, weil sich viele arme Finninnen den Inhalt sonst nicht hätten leisten können, wird heutzutage insbesondere von arbeitenden Eltern auch die Zeitersparnis geschätzt, viele Dinge nicht kaufen zu müssen. Das Mutterschaftspaket gilt als Teil der finnischen Kultur. Panu Pulma, Professor für Finnisch und Nordische Geschichte in Helsinki, bezeichnet es als Symbol der Gleichheit und der Bedeutung von Kindern und dafür, dass Kinder für Regierung und Steuerzahler Priorität hätten.

## Inhalt
Die Zusammensetzung des Mutterschaftspaket wird jährlich in Reaktion auf Rückmeldungen geändert. Dabei werden die älteren Pakete verschickt, bis sie aufgebraucht sind, erst dann wird die neue Zusammenstellung versandt. Die 2017er Version enthält folgende Gegenstände:
- die Box selbst, die als Babybett verwendbar ist
- Schneeanzug/Schlafsack
- gefütterte Stiefel und Fäustlinge
- Schlafsack/Bettdecke
- leichten Overall mit Kapuze
- Overall aus Wollmischstoff
- Wollmütze
- Sturmhaube
- kleine Mütze
- Jumpsuit
- Strampelanzug
- acht unterschiedliche Bodys
- sechs verschiedene Babyhosen
- Strumpfhosen
- drei Paar Socken
- Bettzeug
- Nachthemd/Schlafsack
- Windel und Baumwolleinlage
- Handtuch
- Nagelschere
- Lätzchen
- Fieberthermometer, Badethermometer
- sechs Kondome
- Stilleinlagen
- Haarbürste
- Zahnbürste
- Talkumpulver, Creme
- Bilderbuch
- Kuscheltier/Decke

Im Vergleich zu den Vorjahren wurde außer dem Design der Gegenstände 2021 wenig geändert. Kela achtet seit einigen Jahren stärker auf die Umweltfreundlichkeit der Gegenstände. So wurden Einwegprodukte weitgehend durch Mehrwegprodukte ersetzt. Der Auswahlprozess wird europaweit ausgeschrieben und dauert etwa eineinhalb Jahre. Der Gesamtwert der Produkte soll 170 Euro (ohne Steuern) nicht überschreiten. Ausgewählt werden die Produkte, die bei hoher Qualität den niedrigsten Preis haben.

## Sprachversionen
Das Mutterschaftspaket kommt mit einem Begleitbrief in einer der drei offiziellen Sprachen Finnlands. Finnlandschweden bekommen den Brief deshalb in Schwedisch und Samen in ihrer jeweiligen samischen Muttersprache. Auch der Text des Bilderbuchs mit Reimen und Anleitungen für die Babymassage, das seit 1985 im Paket enthalten ist, hat verschiedene Sprachversionen: finnisch Ilo pisaroi!, schwedisch Glädjedroppar!, nordsamisch Illu rišaida!, inarisamisch Ilo riškáttâl! und skoltsamisch Rämm kuäškknjâst! (deutsch etwa „Glückstränen!“). Das Buch existiert in drei verschiedenen Versionen: mit Paralleltext auf Finnisch und Schwedisch, Nordsamisch und Inarisamisch sowie Skoltsamisch und Finnisch.
Der Begleitbrief auf Samisch wurde erst 2022 eingeführt, und eine samische Version des Bilderbuchs gab es bis dahin ebenfalls nur auf Nordsamisch und als PDF zum Herunterladen. Aber die neuen samischen Bücher können auch rückwirkend von allen Empfängern des Paketes in den Jahren 2020 und 2021 bestellt werden.